# ホリゾント (曲)
「ホリゾント」は、ムックの15枚目のシングルである。2006年11月8日発売。発売元はユニバーサルミュージック。

## 概要
- 通常盤・初回限定盤の2種リリース。初回限定盤はDVD付き。
- DVDにはワールドツアー中アメリカにて「Otakon2006」に出演した際の映像を収録。
- PV監督はスミス。静岡県で撮影を行っている。
- 日本テレビ系『ミラクル☆シェイプ』11月度エンディングテーマ。

## 収録曲

### 通常盤
1. ホリゾント　(3:57)
（作詞：逹瑯・ミヤ、作曲：ミヤ・YUKKE、編曲：ミヤ・岡野ハジメ）
2. 心色 (3:17)
（作詞・作曲：YUKKE、編曲：ミヤ・岡野ハジメ）
  - 「ここいろ」と読む。YUKKEが初めて単独で作詞を担当した作品。
3. 娼婦 (4:39)
（作詞：逹瑯、作曲：ミヤ）
  - アルバム『痛絶』に収録されたナンバーを再収録したもの。後に『新痛絶』に収録された。

### 初回限定盤
1. ホリゾント (3:57)
2. 心色 (3:17)